# Nhân Mã A
Sagittarius A (viết tắt: Sgr A) là một nguồn bức xạ vô tuyến thiên văn tại trung tâm dải Ngân Hà, thuộc chòm sao Nhân Mã. Phần quang phổ khả kiến của nó bị các đám mây bụi vũ trụ lớn trong vòng xoắn ốc Ngân Hà che khuất.
Sgr A được cấu thành bởi:
1. Tàn tích siêu tân tinh Sagittarius A phía Đông (lớn nhất)
2. Phần cấu trúc xoắn ốc Sagittarius A phía Tây
3. Sagittarius A*: Nguồn phát vô tuyến thiên văn cực sáng và đậm đặc tại trung tâm

## Sagittarius A - Đông (gọi tắt: Sgr A-E)
Có chiều rộng khoảng 25 năm ánh sáng, với các đặc trưng của một tàn tích siêu tân tinh từ một vụ nổ xảy ra khoảng 35,000 đến 100,000  năm TCN. Tuy nhiên, để tạo thành một khối cấu trúc với kích thước và năng lượng lớn thế này, phải cần gấp 50 đến 100 lần năng lượng giải phóng từ một vụ nổ siêu tân tinh thông thường. Người ta cho rằng Sgr A-E là tàn dư của một vụ nổ sao, bị lực hấp dẫn ép chặt lại do tiến gần đến hố đen trung tâm.

## Sagittarius A - Tây (gọi tắt: Sgr A-W)

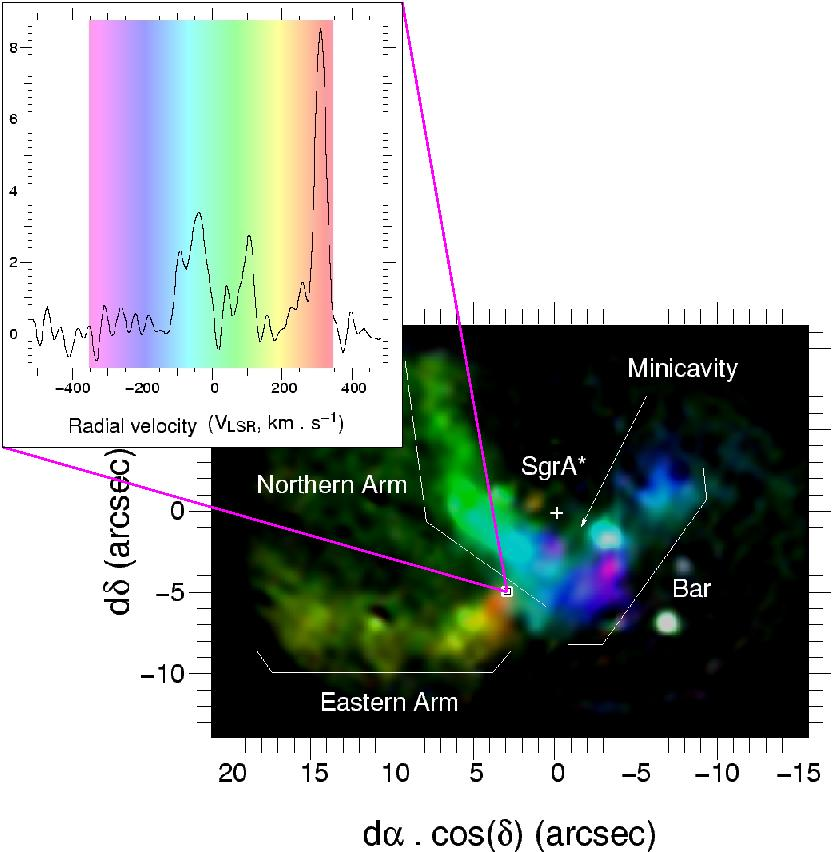
Phần phía trong của Sgr A-W

Sgr A-W có hình dạng 3 cánh tay xoắn ốc, theo góc nhìn từ Trái Đất. Vì vậy, nó còn được gọi là "xoắn ốc nhỏ". Điều này dễ gây hiểu nhầm, vì cấu trúc ba chiều của nó không phải là của một xoắn ốc. Sgr A-W được tạo thành bởi các đám mây khí và bụi xoay quanh (và bị hút vào) Sagittarius A* với tốc độ lên đến 1000 km/h. Lớp bề mặt của các đám mây này bị ion hóa, bởi quần thể các ngôi sao khổng lồ (hơn một trăm ngôi sao OB đã được xác định cho đến thời điểm này).
Bao quanh Sgr A-W là một vòng xuyến khí gas nguội khổng lồ -  Circumnuclear Disk (CND). Đặc tính và các đặc điểm động học của cánh tay phía bắc tiết lộ, có thể Sgr A-W từng thuộc vòng xuyến CND, sau này bị tách ra do một vài xáo động nào đó, nhiều khả năng là một vụ nổ siêu tân tinh.
Mặt trong bị ion hóa của CND (bị che khuất trên hình), được gọi là Vòng cung phía Tây. Cánh tay phía đông và "the Bar" dường như là 2 đám mây lớn giống như cánh tay phía bắc, mặc dù chúng không quay cùng quỹ đạo. Mỗi phần có khối lượng khoảng 20 lần khối lượng Mặt Trời.

## Sagittarius A*

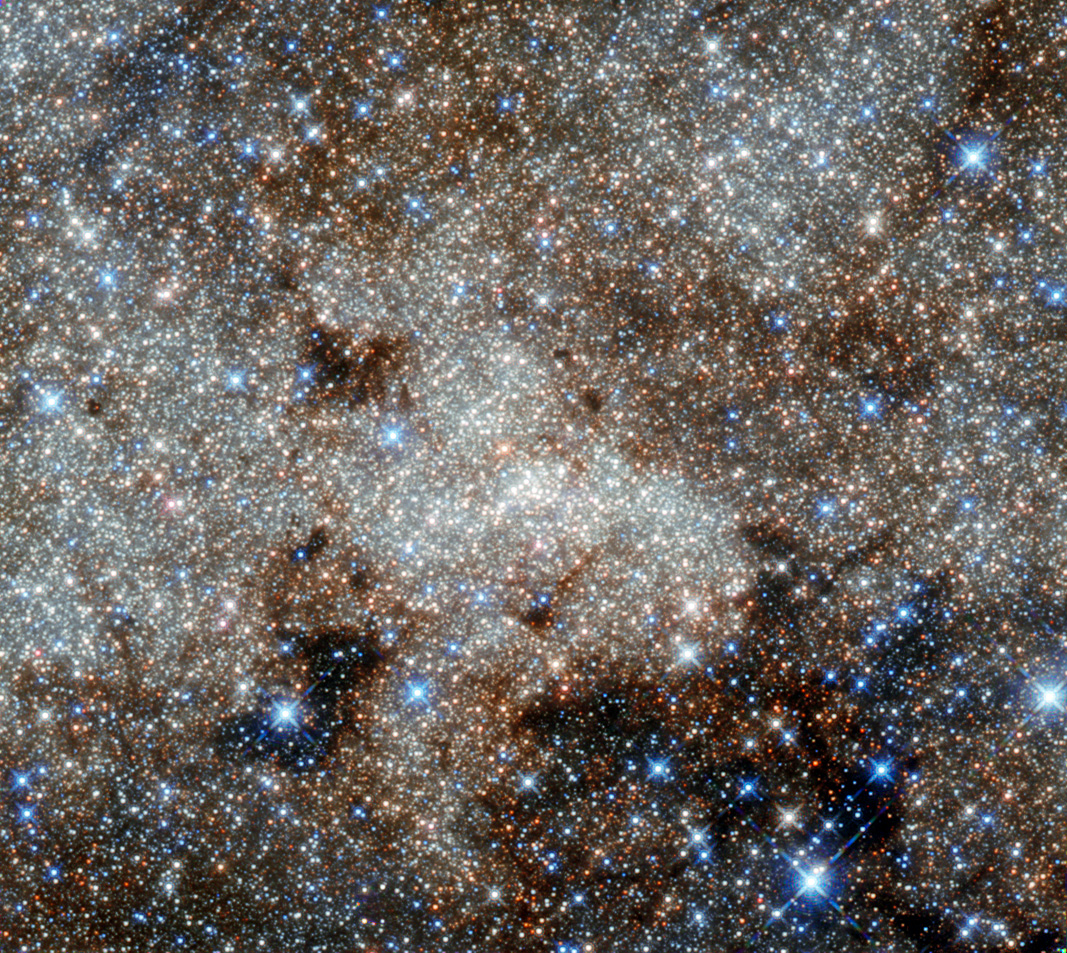
A monster in the Milky Way

Các nhà thiên văn học hiện có bằng chứng về một hố đen siêu trọng tại trung tâm Ngân Hà. Sagittarius A* được cho là câu trả lời hợp lí nhất cho vị trí của hố đen này. Người ta phát hiện rằng, các ngôi sao quay quanh Sgr A* nhanh hơn bất cứ ngôi sao nào khác trong thiên hà. Ở trường hợp của ngôi sao S2, là trên 5,000 km/h.
Năm 2014, một đám mây gas (G2) trôi ngang qua khu vực của Sgr A* mà không bị biến mất sau chân trời sự kiện, trái ngược với sự đoán trước đó của các nhà khoa học. Thay vào đó, nó tan rã, dẫn đến việc phỏng đoán G2 (và trước đó nữa là G1) là những tàn dư của các ngôi sao với trường trọng lực lớn hơn các đám mây gas.

## Các đường xoắn của Sagittarius A
Một nghiên cứu đã được thực hiện với thị sai đo được và chuyển động của 10 vùng lớn trong các vòng xoắn ốc của Sagittarius trong dải Ngân Hà, nơi hình thành các Ngôi Sao. Các dữ liệu thu thập được dùng để khám phá các thuộc tính vật lý của những vùng này (được gọi là góc phương vị Galactocentric - khoảng từ -2 đến 65 độ). Kết quả cho thấy góc quay xoắn ốc của cánh tay là 7,3 ± 1,5 độ, và nửa chiều rộng của cánh tay xoắn ốc của Ngân hà đã được tìm thấy là 0,2 kpc. Cánh tay gần nhất từ Mặt Trời là khoảng 1,4 ± 0,2 kpc.